# Johannes Aulen
Johannes Aulen (* 15. Jahrhundert; † 15. oder 16. Jahrhundert, wirkend spätes 15. Jahrhundert) war ein deutscher Komponist des späten 15. Jahrhunderts. Zu ihm sind keinerlei biografische Kenntnisse bekannt.

## Werk
Von Johannes Aulen ist eine dreistimmige Messe in fünf Handschriften überliefert. Die Identität dieses Messkomponisten mit demjenigen der Motette Salve virgo virginium (Ottaviano Petrucci 1505) stellt der Musikwissenschaftler Heinrich Besseler in Frage.